# Библия за миряните
Наименованието „Библия за миряните“ навлиза в употреба в последните години. С него се обозначат произведения на изкуството, използвани за декорация на християнските храмове. Тези произведения са създадени индивидуално или колективно за да запознават миряните, които не могат да четат, с послания на библията. Те са под формата на дърворезба, стенопис, статуи, мозайка, дървени пана или стъклопис. Има църкви, в които сцени от библията са представени само в една форма, например стъклопис. Докато в други, цялата църква (стенописи, стъклописи, статуи, и т.н.) е украсена със сцени от библейски разкази, които са обединени в единна схема. .

## Теми
Темите на схемите включват сцени от живота на Иисус, от Стария завет, живота на светците и др.

### Животът на Иисус
Животът на Христос е най-честа тема, използвана при стила „библия на миряните“ като се включва историята на раждането, живота, страстите, смъртта и възкресението на Иисус. Така се формира логична последователност от сцени в стенописи, дървени скулптори и витражи. Когато само един аспект от живота на Исус е показан, най-често това е неговата смърт или възкресение. Разпятието е друга тема. Обикновено то е изработено от дърво – боядисано или издълбано.
Важна схема на визуален разказ е пътят на кръста с 14-те етапа, от Гетсиманската градина до полагането на Иисус Христос в гроба. Етапите са изобразявани обикновено под формата на маслена живопис, мазилка или дърворезба, заградени в рамка и свързани с нарисувана пътека, така че поредицата може да бъде лесно да бъде следвана.

### Стария Завет
Използвани аспекти от Стария Завет са създаването и падането на човечеството чрез действия на Адам и Ева. Много схеми от Стария завет са изобразени на църковни врати с дърворезба.

### Житие на светиите
Много църкви и катедрали носят имената на библейски и ранно-християнски светци или на хора, които по-късно са канонизиран. Патронът на храма задължително присъства в украсата на храма. Понякога няколко светци са изобразени заедно.

### Пророци, апостоли и патриарси
Изображения на пророци, апостоли, светци, патриарси и други хора, свързани с църквата, често имат място в темите за украса. Темата на дванадесетте апостола често е застъпвана при поставяне статуи на няколко нива на фасади на катедрали.

## Технологии
При създаване на произведения на изкуството в храмовете са използвани различни технологии и материали. В много случаи произведения на изкуството в храмовете са създадени чрез комбинирани на различни материали.

### Стенопис
Стенописът е евтин в сравнение с мозайки и витражи и може да бъде изключително издръжлив при добри условия, но се поврежда от влагата и дима на свещи. Стенописите, като правило, се разполагат на горните стените на църквите, докато долните стени могат да бъдат боядисани, за да изглежда като мрамор или завеси. Те също се срещат на арки, сводести покриви и куполи.

### Мозайка
Мозайката е декориране на твърди повърхности с парчета разноцветен камък или мраморни топчета. Мозайка може да се прилага еднакво добре на плоски или изпъкнали повърхности и често се използва за украса на сводовете и куполите.

### Скулптура
Скулптурите от камък са най-надеждният начин за създаване на религиозни образи. Камъкът е здрав и може да бъде изложен на атмосферни условия. Това е най-добрият начин за украсяване на фасадите на църквите – с отделно стоящи фигури, които са структурни части на сградата или композиции. За съжаление, от замърсяване и киселинните дъждове, състоянието на много архитектурни скулптури, които са останали непокътнати в продължение на векове, доста бързо се влошава и става неузнаваем през последните 150 години.

### Витражи
Витражите са създадени от нарязани парчета цветно стъкло, поддържани заедно с твърда метална решетка. Подробности в образите като черти на лицето могат да бъдат постигнати с допълнително оцветяване на повърхността на стъклото.

### Пана
Пана са тези, които се рисуват на специално приготвени дървени повърхности. Преди техниката на маслената живопис да е била въведена през 15 век, паната са правени с помощта на темпери, в които боята се смесва с яйчен жълтък.

### Дърворезба
Дървото се поддава лесно за обработка и той е широко използван материал за декоративни орнаменти в църквите. Дървото може да се издълбава и фурнировани. То може лесно да се свързва с други материали. То лесно се лакира, боядисва или дори позлатява. Дървото се използва за всякакви артефакти и преместваеми скулптури. То е сравнително надеждно, но трябва да бъдат защитени от плесен и насекоми.

### Метал
Металните конструкции са също доста разпространени в църквите – от малки разпятия до големи статуи или гробници. Използваните метали варират от злато и сребро до лят бронз и ковано желязо. Металът се използва широко за Причастието. Металът се формова, кове, усуква, гравира, и позлатява. При подходящи грижи, метал е много издръжлив. Повечето метални изделия в храмовете са сплави от злато, сребро и бронз.

## Примери
- Декорацията на църквата Коледжата ди Санта Мария Асунта в Сан Джиминяно е направена от различни художници и тя включва „Страшният съд“, история на живот на Христос, както и редица други фрески и произведения на изкуството.
- Катедралата Нотър Дам дьо Шартър съдържа много стъклописи, включително някои от най-ранните в света. Тя също има три богато-резбовани врати в готически стил.
- Кентърбърийската катедрала е изградена с голям брой високи прозорци в готически стил със стъклописи.
- Катедралата на Гент съдържа Гентския олтар на Ян ван Ейк (1432). Олтарът включва различни сцени, представляващи изкушение и спасението.
- Църквата Сан Захари във Венеция съдържа няколко огромни картини от известни художници, които илюстрират историята на Свети Захари (баща на св. Йоан Кръстител).
- На стъклописите в катедралата „Свети Павел от Кръста“ в Русе са изобразени сцени от живота на Христос, образи на апостолите Петър и Павел, на свети Антон от Падуа, свети Габриел от Скръбната Майка, Света Елисабета Унгарска, на свети Стефан Унгарски, на основателя на Конгрегацията на отците-пасионисти – Свети Павел от Кръста, както и на светите братя Кирил и Методий.[2]